# Robert Tobin

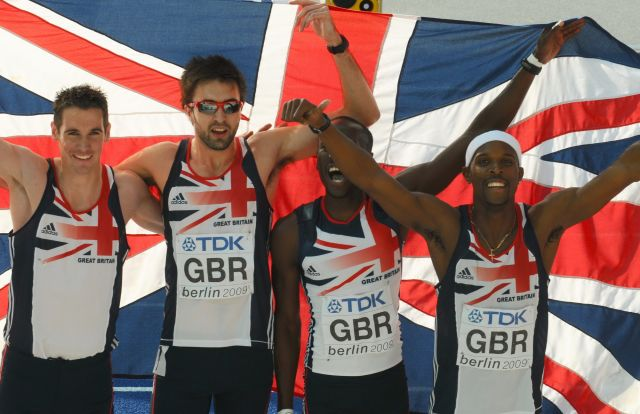
Robert Tobin (links) mit der Silberstaffel 2009

Robert John Tobin (* 20. Dezember 1983 in Lincoln) ist ein englischer Leichtathlet, der bei den Halleneuropameisterschaften 2007 Bronze im 400-Meter-Lauf gewann. Mit der britischen 4-mal-400-Meter-Staffel stand er bei allen großen Meisterschaften mindestens einmal im Finale.

## Leben
Tobin trat erstmals bei den Weltmeisterschaften 2005 in Erscheinung, als er über 400 Meter das Halbfinale erreichte. Mit der britischen Staffel belegte er im Finale den vierten Platz. Im März 2006 fanden in Melbourne die Commonwealth Games statt. Im Einzel erreichte Tobin das Halbfinale, mit der englischen Staffel belegte Tobin auch hier den vierten Platz, aus der Weltmeisterschafts-Staffel von 2005 lief nur Martyn Rooney auch in dieser Staffel mit. Im August 2006 war Tobin Startläufer der britischen Staffel bei den Europameisterschaften 2006, zusammen mit Rhys Williams, Graham Hedman und Timothy Benjamin gewann er die Silbermedaille hinter der französischen Mannschaft.
Bei den Halleneuropameisterschaften 2007 in Birmingham erreichte Tobin erstmals auch im Einzelwettbewerb das Finale, in 46,15 s lag er zwar deutlich hinter dem Iren David Gillick und dem Deutschen Bastian Swillims zurück, im Kampf um Bronze siegte er aber mit zwei Hundertstelsekunden Vorsprung vor dem Schweden Johan Wissman. Tags darauf siegte die britische Staffel mit Tobin als Startläufer sowie Dale Garland, Philip Taylor und Steven Green vor den Staffeln aus Russland und Polen, wobei die Briten davon profitierten, dass die erstplatzierte deutsche Staffel nachträglich wegen einer Rempelei disqualifiziert wurde. Bei den Weltmeisterschaften 2007 lief Tobin mit der britischen Staffel auf den sechsten Platz.
Mit einem fünften Platz für die britische Staffel bei den Hallenweltmeisterschaften 2008 begann das Olympiajahr wenig verheißungsvoll für die britische Staffel, bei den Olympischen Spielen 2008 erreichte die Staffel den dritten Platz, wobei nur die jeweils siegreiche US-Staffel bei beiden Wettbewerben vor den Briten lag. Bei den Weltmeisterschaften 2009 trat Tobin wieder einmal im Einzelwettbewerb an, schied aber wie vier Jahre zuvor im Halbfinale aus. Im Staffelfinale hingegen mussten sich Conrad Williams, Michael Bingham, Robert Tobin und Martyn Rooney nur den US-Läufern geschlagen geben, in 3:00,53 min gewann die Staffel Silber vor der australischen Staffel. Auch bei den Europameisterschaften 2010 wurde die britische Staffel mit Tobin Zweiter.
Bei einer Körpergröße von 1,89 m beträgt sein Wettkampfgewicht 73 kg.